# Karongasaurus gittelmani
Il karongasauro (Karongasaurus gittelmani) è un dinosauro erbivoro appartenente ai sauropodi; visse nel Cretaceo inferiore (circa 115 milioni di anni fa) e i suoi resti sono stati ritrovati in Africa (Malawi). È noto per essere il primo dinosauro la cui pubblicazione scientifica è stata diffusa esclusivamente in formato elettronico.

## Descrizione
Questo dinosauro è noto principalmente per una mandibola parziale e per alcuni denti a forma di matita. La forma della mandibola suggerisce che questo animale possedesse un cranio lungo e basso, forse simile a quello di altri sauropodi cretacei come Nemegtosaurus e Rapetosaurus. Come tutti i sauropodi, questo animale doveva avere un corpo voluminoso sorretto da arti colonnari, un collo molto lungo e una coda ancora più lunga.

## Classificazione
Questo dinosauro è stato descritto per la prima volta da Gomani nel 2005 su un numero della rivista elettronica "Palaeontologia Electronica"; si ritiene che Karongasaurus fosse un rappresentante relativamente evoluto dei titanosauri, il gruppo di sauropodi più diffuso nel Cretaceo. Forse era affine ai saltasauridi, ma non vi sono prove certe che supportino questa classificazione. Nella stessa zona è stato ritrovato anche un altro titanosauro più primitivo, Malawisaurus, dal muso più corto e alto. È anche possibile che Karongasaurus potesse essere un sauropode diplodocoide, ma nella zona dove sono stati ritrovati i fossili non esistono resti postcranici attribuibili a diplodocoidi.